# Hasarius mulciber
Hasarius mulciber là một loài nhện trong họ Salticidae.
Loài này thuộc chi Hasarius. Hasarius mulciber được Eugen von Keyserling miêu tả năm 1881.